# Juan José Pineda Fasquelle
Juan José Pineda Fasquelle CMF (* 19. Dezember 1960 in Tegucigalpa, Honduras) ist ein honduranischer Ordensgeistlicher und emeritierter römisch-katholischer Weihbischof in Tegucigalpa.

## Leben
Juan José Pineda Fasquelle trat der Ordensgemeinschaft der Claretiner bei und legte die Profess am 25. April 1987 ab. Der Sekretär der Apostolischen Signatur, Zenon Grocholewski, weihte ihn am 19. Dezember 1987 zum Diakon und der Weihbischof in Tegucigalpa, Óscar Rodríguez Maradiaga SDB, weihte ihn am 16. Juli 1988 zum Priester.
Papst Benedikt XVI. ernannte ihn am 21. Mai 2005 zum Weihbischof in Tegucigalpa und Titularbischof von Obori. Der Erzbischof von Tegucigalpa, Oscar Andrés Kardinal Rodríguez Maradiaga SDB, weihte ihn am 16. Juli desselben Jahres zum Bischof; Mitkonsekratoren waren Angel Garachana Pérez CMF, Bischof von San Pedro Sula, und Antonio Arcari, Apostolischer Nuntius in Honduras.
Am 20. Juli 2018 nahm Papst Franziskus das von Juan José Pineda Fasquelle vorgebrachte Rücktrittsgesuch an. Zuvor waren Pineda „sexuelles Fehlverhalten“ mit Priesterseminaristen, sexueller Missbrauch und Korruption vorgeworfen worden.